# Synagoge (Abterode)

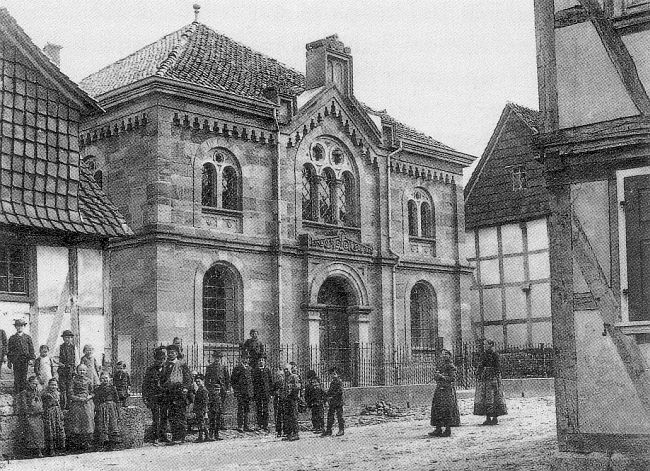
Die Synagoge in Abterode um 1900 (Ausschnitt aus einer Ansichtskarte)

Die Synagoge in Abterode, einem  Ortsteil von Meißner im Werra-Meißner-Kreis in Hessen, wurde 1870 errichtet. Die profanierte Synagoge befindet sich am Hinterweg 1.

## Geschichte und Beschreibung
Die zweigeschossige Synagoge im Stil des Historismus ist aus roten Sandsteinquadern erbaut. Ein separater Eingang führte auf die Frauenempore. Der symmetrische Bau ist an der Ost- und Westseite durch Mittellisenen in drei Felder unterteilt. Die Gurtgesimse ergeben eine Aufteilung in jeweils sechs Flächen, wobei jede Fläche eine Tür- oder Fensteröffnung besitzt. Der Innenraum war mit einer kunstvollen Ausmalung geschmückt, die Pflanzenornamente und stilisierte Vorhänge zeigte. 
Während des Novemberpogroms 1938 wurde die Inneneinrichtung der Synagoge von überwiegend auswärtigen SA-Angehörigen vernichtet. 

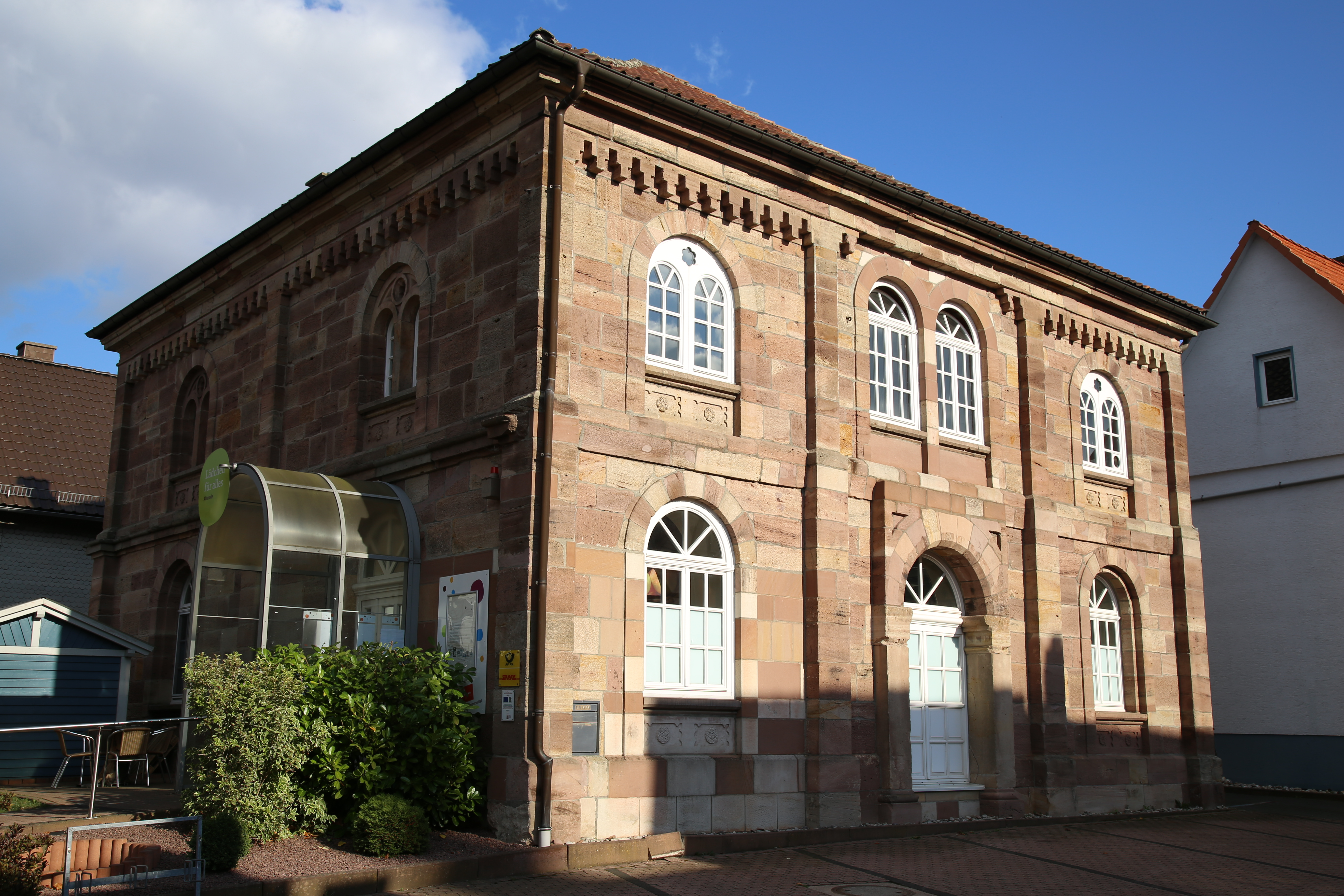
Das Gebäude der Synagoge im Jahr 2016

1944 wurde das Synagogengebäude vom Spar- und Darlehensverein gekauft und dann als Lagerraum genutzt. 1990 wurde das Gebäude zu einer Bankfiliale umgebaut. 
Im Jahr 2015 wurden von den neuen Nutzern im Dachgeschoss Wandmalereien entdeckt.
Der Text auf der Gedenktafel an der ehemaligen Synagoge lautet: Ehemalige Synagoge der jüdischen Gemeinde Abterode. Erbaut 1871. Seit 1944 im Besitz des Spar- und Darlehenskassenvereins Abterode. Niederlassung der Raiffeisenbank Meißnervorland eG., die das bis dahin als Zahlstelle und Lager genutzte Gebäude in 1992/93 grundlegend renovierte. Dem Schicksal der Abteröder Synagoge und ihrer Gemeinde gedenkt die Eintragung Abterodes im Tal zerstörter jüdischer Gemeinden 'Yad Vashem' in Israel.

## Geniza
Auf dem Dachboden der Synagoge wurde in den 1990er Jahren eine Geniza mit zahlreichen Schriften, Gebetbüchern und rituellen Gegenständen gefunden.